# 프랑시스 응가누

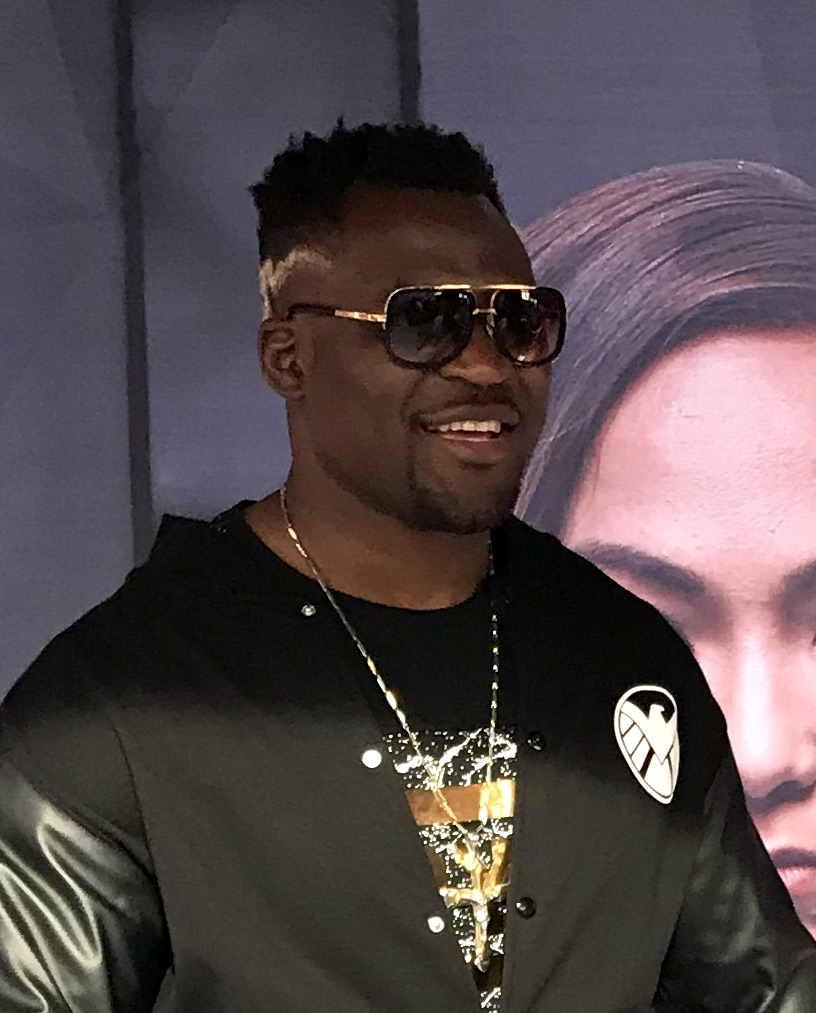

프랑시스 자비에 응가누(프랑스어: Francis Zavier Ngannou, 1986년 9월 5일~) 카메룬의 종합격투기 선수이다. 2021년 3월 28일 열렸던 UFC 260의 메인 이벤트에서 전 챔피언 스티페 미오치치를 2R KO로 잡아내며 UFC의 새로운 헤비급 챔피언에 등극했다. 2023년 1월, 그는 재계약을 하지 않고 조직을 떠나 벨트를 비워둔다..

## 종합격투기 전적
| 프로 종합격투기 전적 | 프로 종합격투기 전적 | 프로 종합격투기 전적 | 프로 종합격투기 전적 | 프로 종합격투기 전적 | 프로 종합격투기 전적 | 프로 종합격투기 전적 | 프로 종합격투기 전적 |
| -------------------- | -------------------- | -------------------- | -------------------- | -------------------- | -------------------- | -------------------- | -------------------- |
| 20 시합              | (T)KO                | 항복                 | 판정                 | 실격                 | 그 밖                | 비김                 | 무효                 |
| 17 승                | 12                   | 4                    | 1                    | 0                    | 0                    | 0                    | 0                    |
| 3 패                 | 0                    | 0                    | 3                    | 0                    | 0                    | 0                    | 0                    |

| 승패                 | 누적 전적                                 | 상대                      | 승패 결정 방식            | 대회                                   | 개최 날짜        | 라운드 | 경기 시간 | 장소                         | 특이 사항                                        |
| -------------------- | ----------------------------------------- | ------------------------- | ------------------------- | -------------------------------------- | ---------------- | ------ | --------- | ---------------------------- | ------------------------------------------------ |
|                      |                                           | 헤난 페헤이라             |                           | PFL Super Fights: Battle of the Giants | 2024년 10월 19일 |        |           | 사우디아라비아 리야드        |                                                  |
| 승                   | 17-3                                      | 시릴 간                   | 판정승                    | UFC 270                                | 2022년 1월 22일  | 5      | 5:00      | 미국 캘리포니아주 애너하임   |                                                  |
| 승                   | 16-3                                      | 스티페 미오치치           | KO (펀치)                 | UFC 260                                | 2021년 3월 27일  | 2      | 0:52      | 미국 네바다주 라스베가스     | UFC 헤비급 타이틀 획득, Performance of the Night |
| 승                   | 15-3                                      | 자이르지뉴 로젠스트루이크 | KO (펀치)                 | UFC 249                                | 2020년 5월 9일   | 1      | 0:20      | 미국 플로리다주 잭슨빌       | Performance of the Night                         |
| 승                   | 14-3                                      | 주니어 도스 산토스        | TKO (펀치)                | UFC on ESPN 3                          | 2019년 6월 29일  | 1      | 1:11      | 미국 미네소타주 미니에폴리스 | Performance of the Night                         |
| 승                   | 13-3                                      | 케인 벨라스케즈           | KO (펀치)                 | UFC on ESPN 1                          | 2019년 2월 17일  | 1      | 0:26      | 미국 애리조나주 피닉스       |                                                  |
| 승                   | 12-3                                      | 커티스 블레이즈           | TKO (펀치)                | UFC Fight Night 141                    | 2018년 11월 24일 | 1      | 0:45      | 중국 베이징                  | Performance of the Night                         |
| 패                   | 11-3                                      | 데릭 루이스               | 판정 (전원 일치)          | UFC 226                                | 2018년 7월 7일   | 3      | 5:00      | 미국 네바다주 라스베가스     |                                                  |
| 패                   | 11-2                                      | 스티페 미오치치           | 판정 (전원 일치)          | UFC 220                                | 2018년 1월 20일  | 5      | 5:00      | 미국 매사추세츠주 보스턴     | UFC 헤비급 타이틀 도전                           |
| 승                   | 11-1                                      | 알리스타 오브레임         | KO (펀치)                 | UFC 218                                | 2017년 12월 2일  | 1      | 1:42      | 미국 미시간주 디트로이트     |                                                  |
| 승                   | 10-1                                      | 안드레이 아를로우스키     | TKO (펀치)                | UFC on Fox 23                          | 2016년 7월 23일  | 1      | 1:32      | 미국 콜로라도주 덴버         | Performance of the Night                         |
| 승                   | 9-1                                       | 앤서니 해밀턴             | 항복 (기무라)             | UFC Fight Night 102                    | 2016년 12월 9일  | 1      | 1:57      | 미국 뉴욕주 알바니           | Performance of the Night                         |
| 승                   | 8-1                                       | 보얀 미하일로비치         | TKO (펀치)                | UFC on Fox 20                          | 2016년 7월 23일  | 1      | 1:34      | 미국 일리노이주 시카고       |                                                  |
| 승                   | 7-1                                       | 커티스 블레이즈           | TKO (닥터 스톱)           | UFC Fight Night 86                     | 2016년 4월 10일  | 2      | 5:00      | 크로아티아 자그레브          |                                                  |
| 승                   | 6-1                                       | 루이스 헨리케             | KO (펀치)                 | UFC on Fox 17                          | 2015년 12월 19일 | 2      | 2:53      | 미국 플로리다주 올랜도       | UFC 헤비급 데뷔전                                |
| 승                   | 5-1                                       | 윌리엄 발두티             | TKO (펀치)                | KHK MMA National Tryouts - Finale 2015 | 2015년 5월 28일  | 2      | N/A       | 바레인 이사 타운             |                                                  |
| 승                   | 4-1                                       | 루스 엔젤레카             | 항복 (길로틴 초크)        | SHC 10                                 | 2014년 9월 20일  | 1      | 0:43      | 스위스 제네바                |                                                  |
| 승                   | 3-1                                       | 니콜라스 스펙             | 항복 (암 트라이앵글 초크) | 100% Fight 20 - Comeback               | 2014년 4월 5일   | 2      | 2:10      | 프랑스 르발루아              |                                                  |
| 승                   | 2-1                                       | 빌랄 태태히               | KO (펀치)                 | 100% Fight 20 - Comeback               | 2014년 4월 5일   | 1      | 3:58      | 프랑스 르발루아              |                                                  |
| 패                   | 1-1                                       | 주마나 시세               | 판정 (전원 일치)          | 100% Fight - Contenders 21             | 2013년 12월 14일 | 2      | 5:00      | 프랑스 파리                  | MMA 공식경기 첫 패배                             |
| 승                   | 1-0                                       | 라시드 벤지나             | 항복 (암바)               | 100% Fight - Contenders 20             | 2013년 11월 30일 | 1      | 1:44      | 프랑스 파리                  | MMA 공식경기 데뷔전 및 첫 승리                   |
| 전임 스티페 미오치치 | 제22대 UFC 헤비급 챔피언 2021년 3월 27일~ | 후임 (현직)               |                           |                                        |                  |        |           |                              |                                                  |

## 과거
응가누는 1986년 9월 5일 아프리카 중부에 위치한 카메룬의 바티에에서 출생하였다. 그가 살고 있는 지역은 매우 가난하여 응가누는 정규교육과정을 밟지 못했다. 가난에서 벗어나기 위해 14세부터 28세까지 14년을 온갖 막노동을 하며 살았다. 응가누가 6살 때 그의 부모님이 이혼하셨고, 이후 5남매를 혼자 키우시던 어머니의 모습을 보고 격투가의 꿈을 키웠다. 응가누는 마이크 타이슨을 우상으로 삼았지만 그가 살던 지역에서는 복싱을 배울 만한 환경이 조성되어 있지 않았다. 28세에 프랑스로 이민을 간 은가누는 길거리에서 노숙을 하며 복싱을 배울 길을 찾다가 MMA 팩토리에서 처음으로 전문적으로 종합격투기 트레이닝을 시작하였다. 마이크 타이슨 같은 복서가 되는 것이 그의 꿈이었기에, 처음에는 MMA를 하는 것을 꺼려하였지만, 자신의 적성에 맞다고 판단하여 진로를 변경하게 된다. 그리고 MMA를 배운 지 겨우 3개월 만에 경기를 가져 승리하였고, 2년 후 UFC에 데뷔하였다. 이후 응가누는 UFC에서 놀라운 행보를 보이며 결국 2021년 3월 28일 전 헤비급 챔피언 스티페 미오치치를 잡아내며 헤비급 챔피언에 등극하였다.

## 평가
응가누는 세계 최고급의 피지컬을 가진 인간들이 모인 UFC 헤비급에서도 압도적으로 강한 신체능력을 가지고 있다. 193cm의 신장과 120kg에 가까운 근육질 몸에 211cm의 손끝 거리를 보유하고 있어 타격에 있어 가장 강한 화력을 가진 선수로 평가받는다. 거기에 빠른 핸드 스피드와 높은 정확도의 펀치를 보여준다. 특히 알리스타 오브레임과의 경기에서는 올해의 KO로 선정될 정도로 엄청난 왼손 어퍼를 보여주며 전 세계를 충격에 빠뜨렸다.
또한 맷집에서도 UFC에서 최고로 평가받는다. UFC에서 첫 패배를 겪었던 스티페 미오치치와의 1차전에서 정타로만 70대를 허용하였음에도 KO패를 당하지 않고 마지막 라운드까지 마무리했고, 2020년 5월 9일, 응가누는 괴물 하드펀쳐로 평가받는 자이르지뉴 로젠스트루이크와의 경기에서 3번의 카운터 펀치를 모두 그대로 맞으면서 돌진하여 로젠스트루이크를 KO시켰다. 이렇게 강한 맷집으로 인해 그가 패했을 땐 경기가 항상 판정으로 끝났다. 상대 입장에서도 공격보다는 운영 위주로 싸워야 승산이 있다.
스티페 미오치치와의 1차전에서 레슬링과 체력에 단점을 보이며 5라운드 판정패(전원 일치)를 당하였으나, 2차전에서는 레슬링 기술도 장착하고 나와 오히려 레슬링으로 상대를 제압하는 모습을 보여주기도 하였다.
주니어 도스 산토스와의 경기에서 산토스의 견제용 로우킥을 맞고 휘청거리며 넘어지는 모습을 보여주며 높은 스탠스로 인한 단점을 보여주었다.